# 1970年飓风阿尔玛
飓风阿尔玛（英語：Hurricane Alma）是有纪录以来仅有的4个在5月达到飓风强度的北大西洋热带气旋。系统于1970年5月17日在巴拿马以北发展形成，然后快速增强，于5月20日在牙买加和开曼群岛附近达到风力时速130公里的最高强度。风暴在古巴以南基本停止移动，并在风切变的影响下减弱，到5月22日时已降级成热带低气压。气旋逐渐向西北方向移动，从古巴西部上空经过，再在墨西哥湾内重新发展，只是因受风切变限制而无法强化。5月25日，阿尔玛穿越佛罗里达州，最终于5月27日在弗吉尼亚州近海消散。
风暴首先在牙买加和开曼群岛产生阵风和暴雨，之后减弱期间又在古巴中部和东部引发洪灾，夺走7条人命，另有3000人被迫疏散。佛罗里达州普降中雨，气旋产生的雷暴天气也引起轻度破坏，另有1名女童丧生。风暴湿气之后还继续向美国大西洋海岸扩散，多个沿海州份出现中等程度雨量。

## 气象历史
5月17日晚，美国国家飓风中心宣布牙买加京斯敦东南方向约760公里处有热带低气压形成。接下来几天里，气旋向西北方向移动，组织结构渐趋改善，于5月19日进入有利于热带天气系统发展的海域，然后得以快速增强。5月20日，系统成为热带风暴并获名“阿尔玛”（Alma），同时还在风切变少、上层外流强劲和东向内流显著等多重利好因素下继续快速强化。5月20日晚，美国海军侦察机测得系统持续风速达到每小时130公里，气象机构之后证实这也是阿尔玛的最高强度。截至2015年，像阿尔玛这样在5月达到飓风标准的北大西洋热带气旋还只有4个。
达到最高强度后，飓风的环流和热力格局因西向风切变增多而变得混乱，风暴因此迅速减弱成热带风暴，之后又降级成热带低气压。到了5月22日，气旋已在古巴以南洋面基本停止前进，其低气压区结构非常混乱，仅有少量降雨和大风，美国国家飓风中心因此停止针对阿尔玛发布公告。系统残留继续西进经过开曼群岛，之后又转向北上，从古巴西部上空掠过。
5月24日，残留低气压区又开始组织，雷达图像上可以看到渐趋明显的螺旋状雨带，气象机构随即将系统重新归类成热带低气压。雷达图像还表明，热带低气压的组织结构在逼近佛罗里达州期间依然层次分明，有螺旋状雨带结构将眼状特征包裹起来，但在风切变的影响下，风暴的对流受到限制，强度也无法提高，阿尔玛最终于5月25日以热带低气压强度从佛罗里达州锡达礁附近登陆。气旋转向东北穿越美国东南部，于5月27日在北卡罗莱纳州上空转变成温带气旋。进入弗吉尼亚州近海后，风暴残留最终被逐渐逼近的冷锋吸收。

## 影响

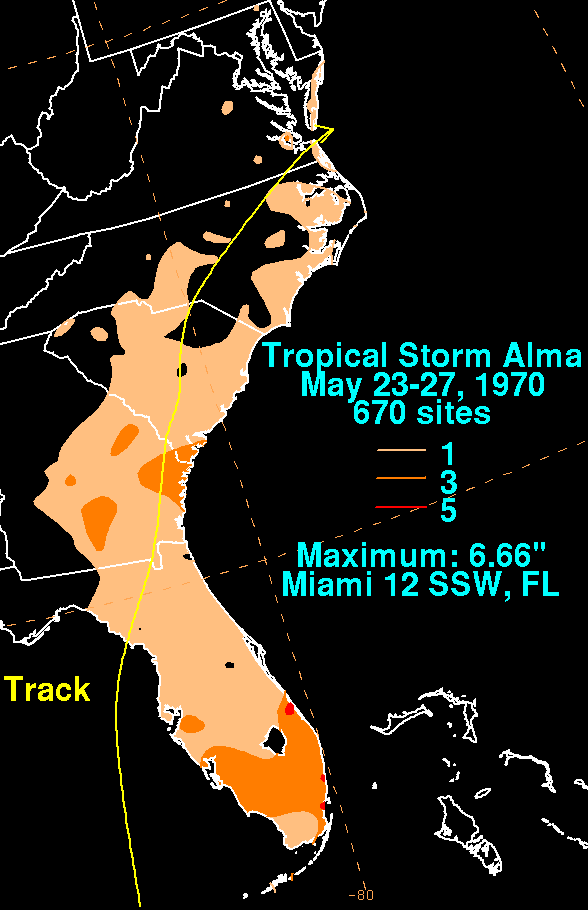
飓风阿尔玛在美国产生的降水分布

阿尔玛于5月21日从开曼群岛附近经过，其强度此时已降至低于飓风标准，当地测得的风速达到每小时105公里。牙买加也降下暴雨，风力达到烈风强度。古巴中部和东部在风暴经过前就降下暴雨，引起山洪爆发，造成7人遇难，多户民宅被毁。面对洪灾威胁，东方省有约3000人撤离。该国另有16家糖厂因天气恶劣停工，进度已经落后的糖类作物收割又要进一步延迟。
阿尔玛的残留令佛罗里达州普降大雨，局部地区降雨量达到127毫米以上。迈阿密附近地区雨量最高，达169毫米。这些降水虽然有助于缓解当地旱情，但雷暴天气又导致佛罗里达礁岛群及州内其它多地的车辆驾驶变得更危险。佛罗里达州海岸沿线发布小型船只警告。迈阿密有一名女童因闪电遇难，麦尔兹堡有部分附属建筑和屋顶因雷暴天气受损。圣彼德斯堡约400户家庭的电话服务因洪灾中断。梅米特岛（Merritt Island）测得时速72公里的阵风。此外，阿尔玛在乔治亚州、南卡罗莱纳州、北卡罗莱纳州、弗吉尼亚州和马里兰州产生中等程度雨量，局部地区达到76毫米。风暴残留还在南卡罗莱纳州哥伦比亚附近催生出一场龙卷风，致使一套房屋的屋顶被毁。